# Rube Marquard Wins
Rube Marquard Wins è un cortometraggio del 1912. Il nome del regista non viene riportato nei titoli. Rube Marquard, il grande campione di baseball, e l'attrice Alice Joyce interpretano sé stessi.

## Trama
Fan entusiasta di baseball, l'attrice Alice Joyce viene invitata da «Rube» Marquard, campione dei New York Giants, a seguire gli allenamenti al Polo Grounds, insieme alle sue amiche. Un gruppo di una squadra avversaria, per togliere di mezzo «Rube», lo chiude dentro un ufficio, in una stanza a i piani alti di un grattacielo. Impossibilitato a uscire, il giocatore apre la finestra e cerca di attirare l'attenzione dei passanti, ma nessuno lo può sentire a causa della grande altezza. L'attrice, intanto, esce dal suo albergo, pronta a recarsi allo stadio per assistere alla partita: guardando in alto, per controllare l'ora con l'orologio del grattacielo, vede un uomo che si sbraccia dalla finestra del quarantesimo piano. Con il suo binocolo da teatro, Miss Joyce scopre che l'uomo è Marquard. Allora salta sulla sua macchina e si reca al 'Metropolitan Building' dove, con l'aiuto del custode, libera il campione. Di gran corsa, lo accompagna poi allo stadio, dove l'arrivo di «Rube» salva la partita e il risultato.

## Produzione
Il film fu prodotto dalla Kalem Company

## Distribuzione
Distribuito dalla General Film Company, il film uscì nelle sale USA il 24 agosto 1912, insieme a Rube Marquard Marries.